# Pauline Valkenet
Pauline Valkenet (1966) is een Nederlands journalist. Zij is correspondent voor BNR Nieuwsradio en dagblad Trouw in Italië en Vaticaanstad. 
Valkenet begon als producer voor RTL Nieuws in Moskou, daarna ging ze aan de slag als correspondente in de voormalige Sovjet-Unie. Daarop werkte ze drie jaar in Londen voor het actualiteitenprogramma Twee Vandaag. Valkenet werd in 2000 vaste correspondente in Italië en Vaticaanstad voor RTL Nieuws met als standplaats Rome. Sinds 2000 schrijft ze ook voor Trouw. In 2008 verscheen haar eerste boek, over Italiaanse mannen: Macho's, moederskindjes, meesterminnaars? bij uitgeverij Sirene. 